# Janzé
Janzé (en bretó  Gentieg, en gal·ló Janzae) és un municipi francès, situat a la regió de Bretanya, al departament d'Ille i Vilaine. L'any 2006 tenia 7.571 habitants. Limita al nord-oest amb Corps-Nuds, al nord amb Amanlis, al nord-est amb Piré-sur-Seiche, a l'oest amb Brie, a l'est amb Essé, al sud-oest amb Saulnières, al sud amb Tresboeuf i La Couyère i al sud-est amb Sainte-Colombe i Le Theil-de-Bretagne.

## Demografia
| Evolució de la població Ehess i INSEE |       |       |       |       |       |       |       |       |
| 1793                                  | 1800  | 1806  | 1821  | 1831  | 1836  | 1841  | 1846  | 1851  |
| 3 296                                 | 3 513 | 3 492 | 3 745 | 4 051 | 4 098 | 4 304 | 4 500 | 4 722 |

| 1856  | 1861  | 1866  | 1872  | 1876  | 1881  | 1886  | 1891  | 1896  |
| ----- | ----- | ----- | ----- | ----- | ----- | ----- | ----- | ----- |
| 4 586 | 4 471 | 4 540 | 4 424 | 4 496 | 4 810 | 4 779 | 4 760 | 4 563 |

| 1901  | 1906  | 1911  | 1921  | 1926  | 1931  | 1936  | 1946  | 1954  |
| ----- | ----- | ----- | ----- | ----- | ----- | ----- | ----- | ----- |
| 4 434 | 4 484 | 4 452 | 4 048 | 4 103 | 4 087 | 4 102 | 4 281 | 4 222 |

| 1962  | 1968  | 1975  | 1982  | 1990  | 1999  | 2006 | 2011 | 2016 |
| ----- | ----- | ----- | ----- | ----- | ----- | ---- | ---- | ---- |
| 3 948 | 4 158 | 4 248 | 4 327 | 4 500 | 5 364 | -    | -    | -    |

| 2019 | - | - | - | - | - | - | - | - |
| ---- | - | - | - | - | - | - | - | - |
| -    | - | - | - | - | - | - | - | - |

## Administració
| Període   | Identitat         | Partit |
| --------- | ----------------- | ------ |
| 1929-1947 | Léon Thébault     |        |
| 1947-1953 | Louis Amoureux    |        |
| 1953-1977 | Jean-Marie Lacire |        |
| 1977-1995 | Jean Régent       |        |
| 1995-2008 | Paul Chaussée     | UMP    |
| 2008-     | Hubert Paris      |        |